# Tânăr îmbrăcat ca un majo
Tânăr îmbrăcat ca un majo este o pictură în ulei pe pânză din 1863 a pictorului francez Édouard Manet, expus pentru prima dată la Salonul Refuzaților în acel an alături de Micul dejun la iarbă verde și Domnișoara V îmbrăcată ca un toreador. Este tipic din perioada spaniolă a artistului, când a fost puternic influențat de Diego Velázquez și alți artiști spanioli. Modelul a fost fratele cel mai mic al lui Manet, Gustave, prezentat într-un costum de majo. Acum se află în Metropolitan Museum of Art din New York.